# Arenaria bertolonii
Arenaria bertolonii là loài thực vật có hoa thuộc họ Cẩm chướng. Loài này được Fiori & Paol. mô tả khoa học đầu tiên năm 1898.